# Lepidastheniella comma
Lepidastheniella comma är en ringmaskart som först beskrevs av Thomson 1902.  Lepidastheniella comma ingår i släktet Lepidastheniella och familjen Polynoidae.
Artens utbredningsområde är havet kring Nya Zeeland. Inga underarter finns listade i Catalogue of Life.